# 天津市科学技术协会
天津市科学技术协会，简称天津市科协，是中华人民共和国天津市科学技术工作者组成的专业性人民团体，是中国科学技术协会的地方组织，受中国共产党天津市委员会的领导。

## 历史沿革
1951年3月，成立天津市科学技术普及协会筹备委员会（简称天津科普筹委会）。1953年7月，召开第一次会员代表大会，选举产生第一届委员会。1951年4月，成立中华全国自然科学专门学会联合会天津分会筹备委员会（简称天津科联筹委会）。1953年4月，召开第一次会员代表大会，选举产生第一届委员会。
1958年9月，中华全国自然科学专门学会联合会（全国科联）、中华全国科学技术普及协会（全国科普）联合举行的全国代表大会作出决议，科联、科普合并，建立统一的科学技术协会。1959年1月，天津科联和天津科普召开联合代表大会，决定将天津科联和天津科普合并，成立天津市科学技术协会（简称天津市科协）。
文化大革命期间，天津市科协被迫停止活动。1977年12月，天津市革命委员会办公厅发出《关于恢复天津市科学技术协会的通知》。1978年1月1日，天津市科协正式恢复对外办公。

## 组织机构

### 职能部门
- 办公室
- 组织人事部（老干部处）
- 调研宣传部
- 学会学术部（院士专家部）
- 科学技术普及部
- 企业事业部
- 天津市反邪教协会办公室
- 机关党委办公室

### 专门委员会
天津市科学技术协会第九届常务委员会设有以下专门委员会：
- 组织建设专门委员会
- 学术交流工作专门委员会
- 科学技术普及专门委员会
- 决策咨询专门委员会
- 人才工作专门委员会
- 促进科技创新专门委员会
- 科学道德和学风建设专门委员会
- 青年科技工作者专门委员会
- 科技馆建设专门委员会

### 直属事业单位
- 天津科学技术馆（天津市科协信息中心）
- 天津市青少年科技中心（天津市青少年科技俱乐部）
- 天津市科普发展中心
- 天津市科技发展服务中心
- 天津市科技工作者服务中心

## 历任领导

### 第一届
- 主席：张国藩
- 副主席：解永光、张高峰、李中西、黄靖华、吴大任、黄钰生、屈鸿钧、赵今声、王仁
- 秘书长：康力